# Голосовы
Голосовы — древние российские дворянские роды.
При подаче документов (03 марта 1682), для внесения рода в Бархатную книгу, была предоставлена сказка думного дьяка Лукьяна Тимофеевича Голосова о своём происхождении, а также отдельная выпись нижегородских писцов данная Григорию Неверову Голосову на земли в Нижегородском уезде.
Родоначальником древнего русского дворянского рода Голосовых является Лукиан Тимофеевич Голосов, который при царе и великом князе всея Руси Фёдоре III Алексеевиче был думным дьяком (1675) и думным дворянином (1682). Три сына служили стольниками. Этот род угас (около 1760).
Всего известно семь родов этой фамилии, но только один из них, восходящий к XVII века, ведущий своё начало от Василия Голосова, владевшего поместьями (1682) внесён в родословную книгу. Сначала Герольдия вписала этот род в VI часть родословной книги Смоленской губернии, но некоторое время спустя, «по недостаточности доказательств», перенесла дворянский род Голосовых во II часть родословной книги Смоленской губернии.
Другие дворянские роды этой фамилии более позднего происхождения.

## История рода
Григорий Неверов сын Голосова получил грамоту на земли по реке Имзе в Нижегородском уезде с предоставлением ему на 5 лет отсрочки от службы и освобождением на 10 лет от податей поселившихся в его поместье крестьян (1560).
Иван Лаврентьевич владел поместьем в Угличском уезде (1629—1631), у него два сына Семён и Иван, убитый под Конотопом (1659). Подьячий Тимофей Голосов ездил в Крым с посланником Соковниным (1631—1632), дьяк (1636—1640), дьяк Новгородской четверти (1645), воевода в Астрахани (1646), где и умер (1647). Афанасий Голосов послан в Крым (1634).
Трое представителей рода владели населёнными имениями (1699).

## Известные представители
- Голосов Лукьян — дьяк (1658).
- Голосов Иван Лукьянович — стряпчий (1671—1676).
- Голосов Григорий Лукьянович — стряпчий (1676), стольник (1677—1686).
- Голосов Илья Васильевич — воевода в Алексине (1673), московский дворянин (1676—1677).
- Голосов Иван Лукьянович Меньшой — стряпчий (1678), стольник (1678—1692).
- Голосовы: Василий Иванович, Андрей Фёдорович — московские дворяне (1677—1692)[5][6][7].